# Chiesa di San Giorgio (Pozzomaggiore)
La chiesa di San Giorgio è un edificio religioso situato a Pozzomaggiore, centro abitato della Sardegna nord-occidentale. Consacrata al culto cattolico è sede dell'omonima parrocchia e fa parte della diocesi di Alghero-Bosa.
La chiesa, dedicata a san Giorgio (santu Giolzi), è stata edificata nel XVI secolo in forme tardo gotico, sul modello gotico catalano a navata unica suddivisa in cinque campate - di cui la prima sovrastata dalla cantoria - con archi a sesto acuto su pilastri poligonali. Le volte sono a crociera costolonata e gemmata, con cappelle tra contrafforti voltate a botte.
La facciata, in conci dorati di arenaria ha contrafforti diagonali che formano con il piano del prospetto al quale si raccordano con due volute, una sorta di quinta, scenograficamente messa in risalto dalla più tarda scalinata, che evidenzia l'originario dislivello. Sotto la cornice orizzontale, ornata da un tralcio di vite, si sviluppa un intreccio di archetti inflessi. Al culmine si colloca la statua del santo con la spada sguainata, in pietra candida che contrasta con lo scuro drago trachitico ai suoi piedi.
Il portale, con sottili semicolonne fra pinnacoli è privo di architrave mentre questo, deteriorato, è scolpito con arcatelle inflesse, rievoca quello gotico della chiesa di San Pietro di Bosa.

## Beata Edvige Carboni
Nel 2019, le spoglie mortali della beata Edvige Carboni, pozzomaggiorese, furono traslate nella Chiesa di San Giorgio. Le fu dedicata la già cappella di San Giuseppe.

## Galleria d'immagini

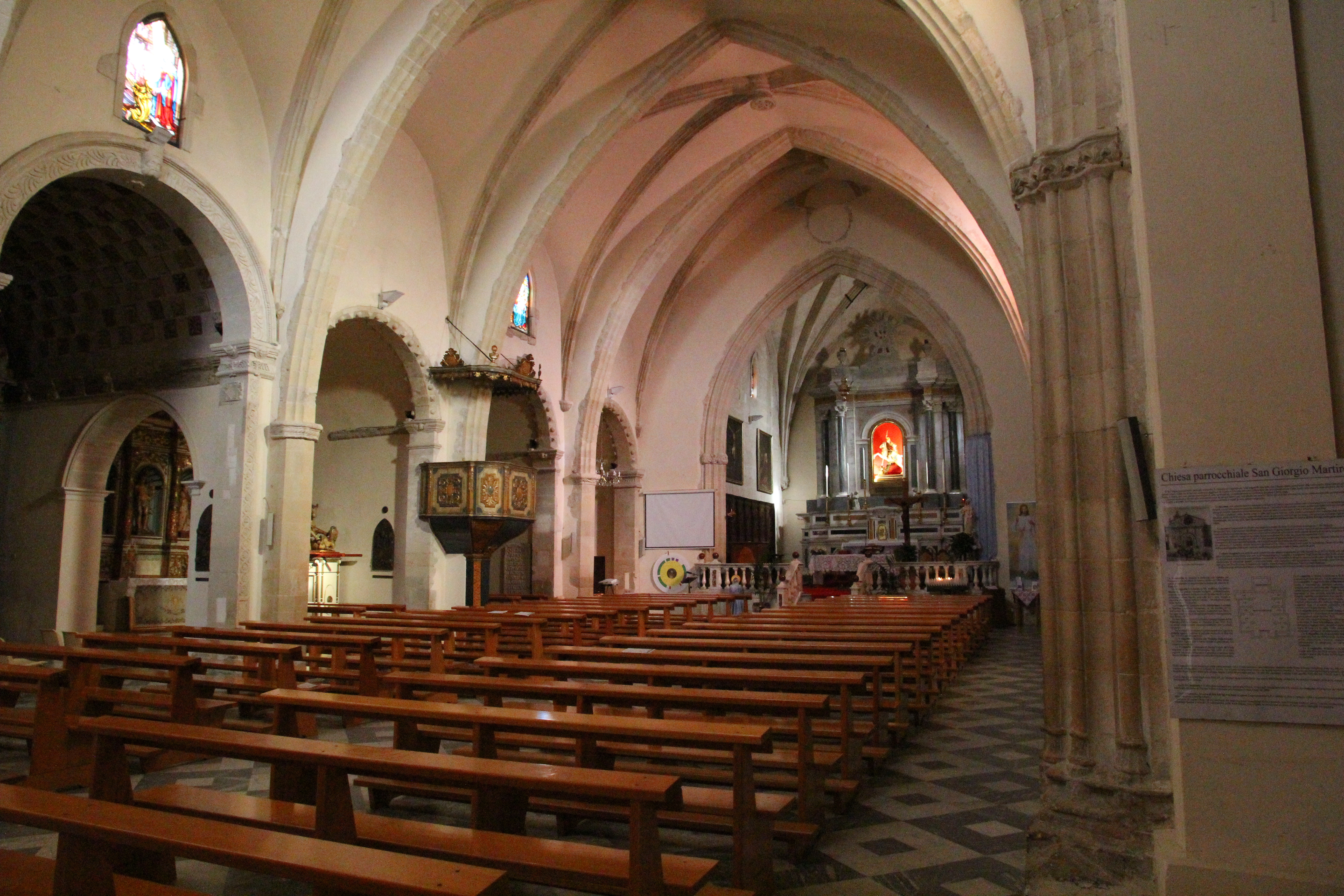
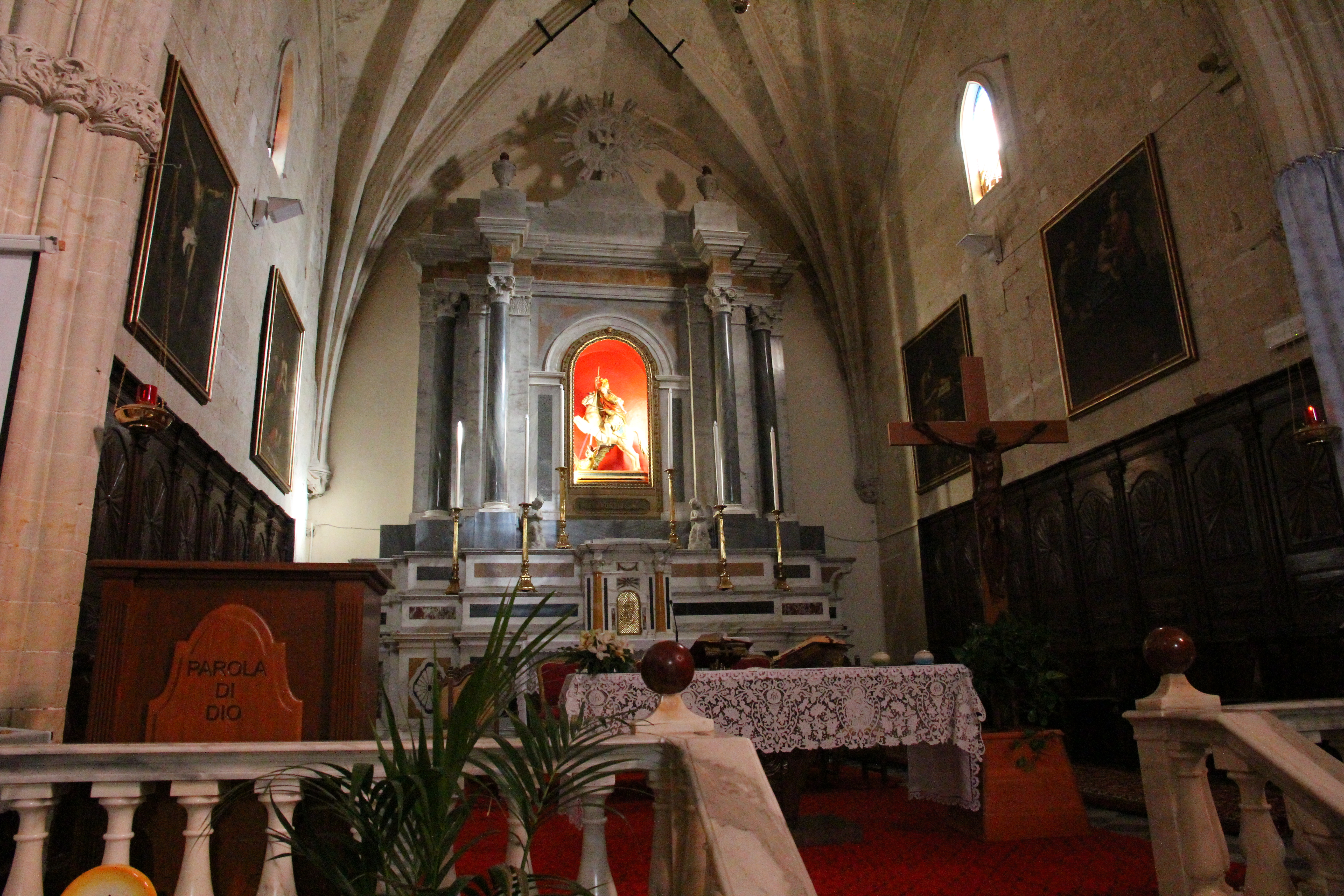
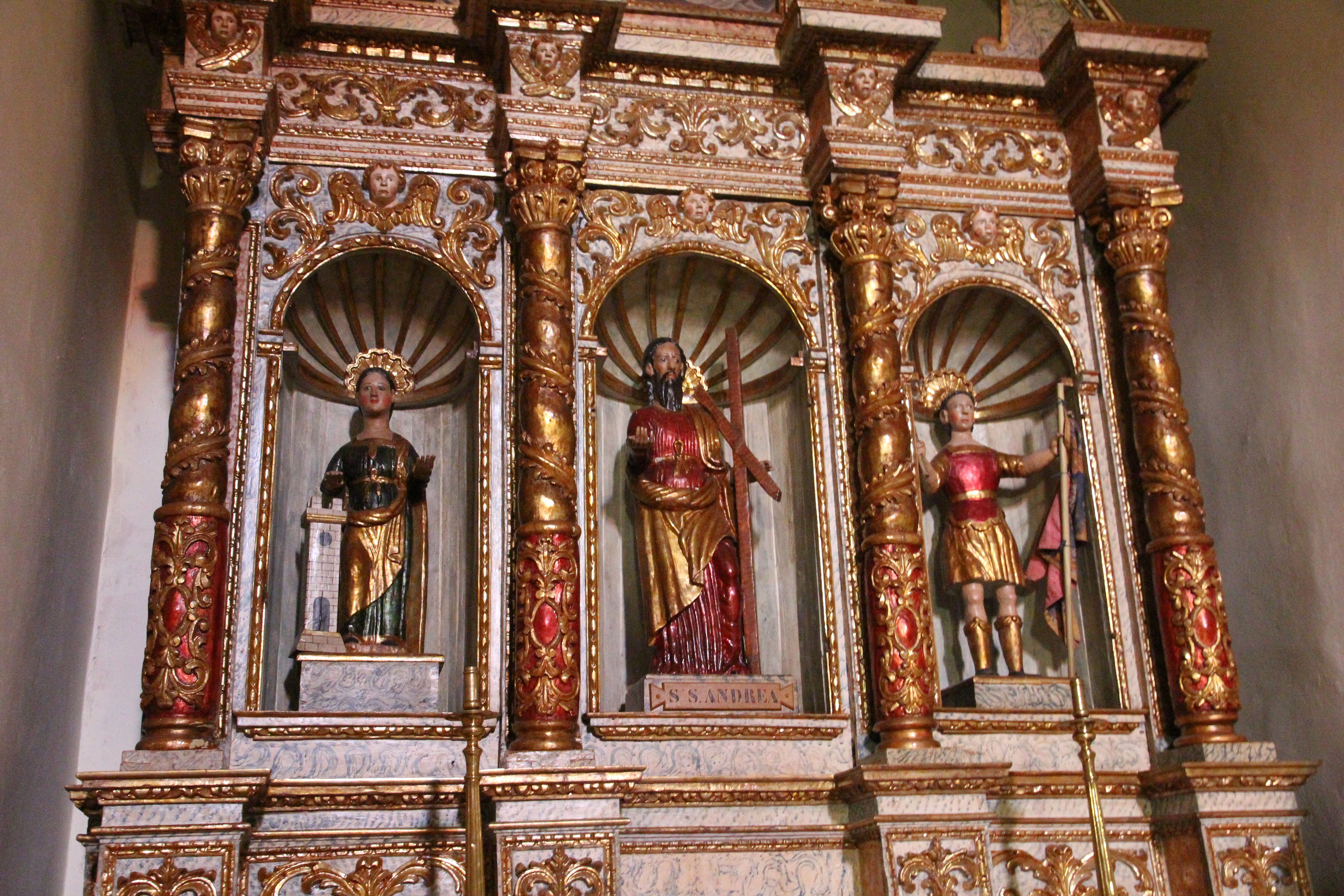
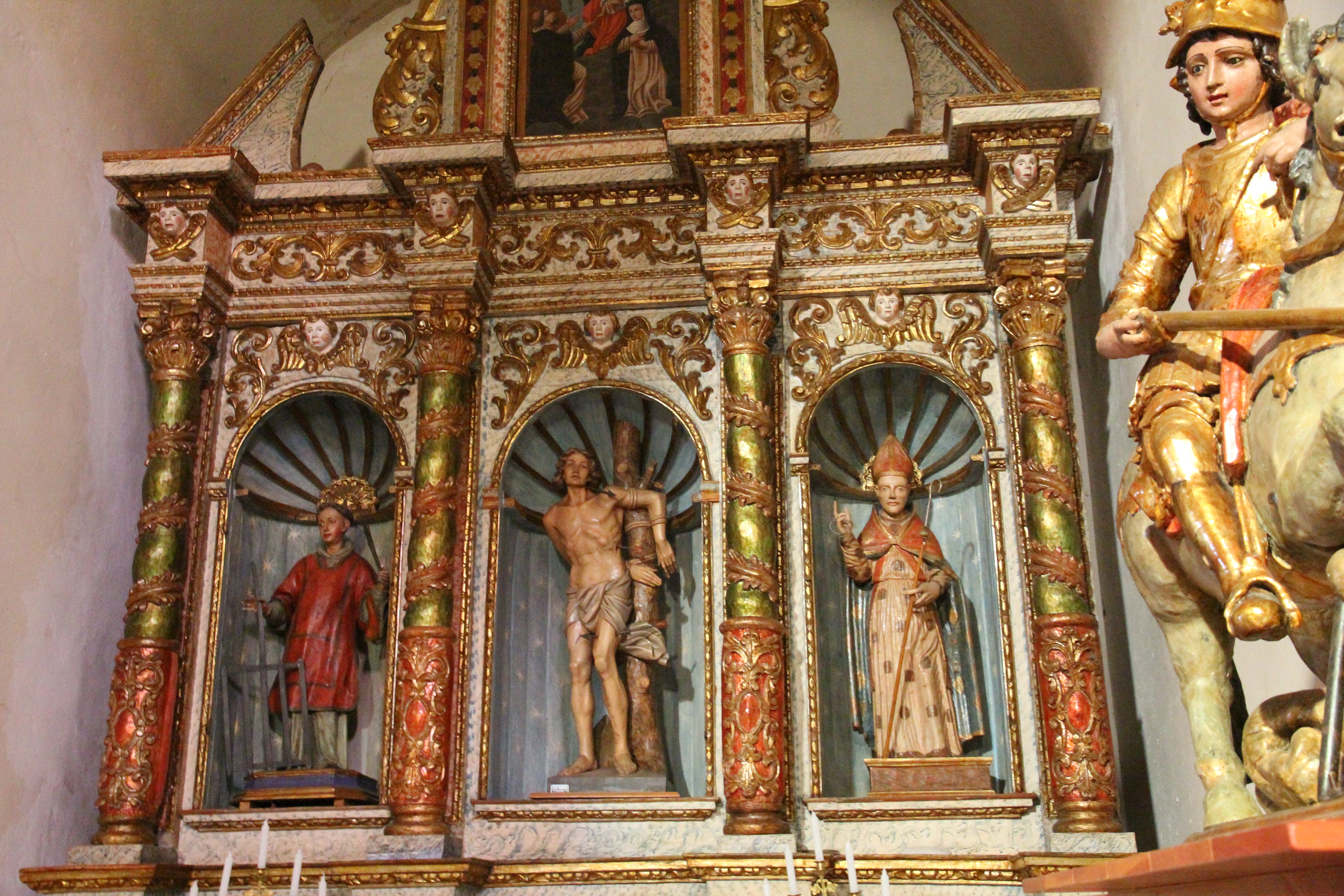